# Franz Keibel

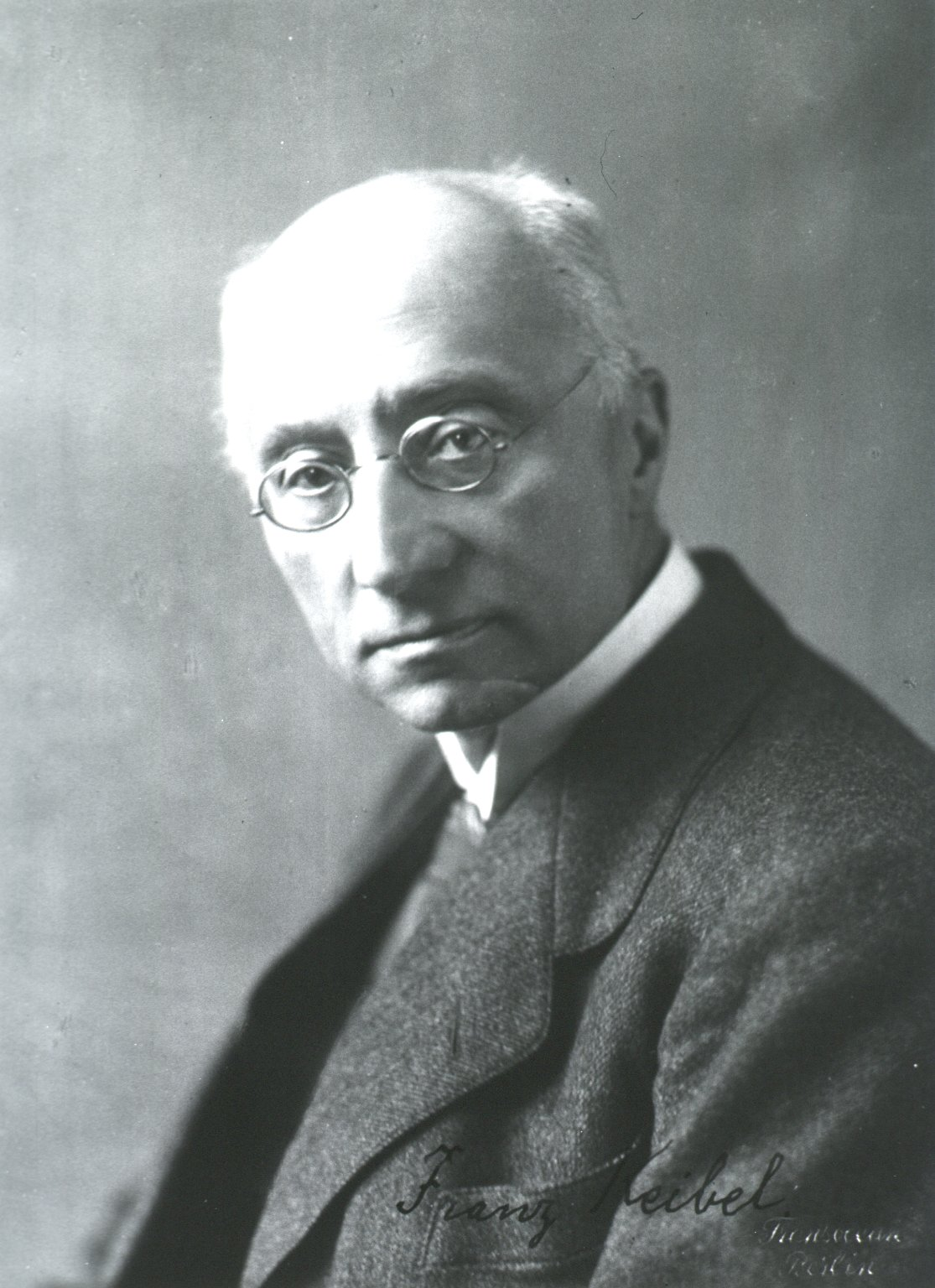
Franz Keibel

Franz Julius Keibel (* 6. Juli 1861 in Adlig Dombrowken, Kreis Graudenz; † 27. April 1929 in Berlin) war ein deutscher Zoologe, Anatom und Entwicklungsbiologe.

## Leben
Nach dem Schulbesuch in Danzig, Graudenz  und Berlin studierte Keibel kurzzeitig Jura und anschließend Medizin in Berlin und Straßburg. Nach seiner Promotion an der Universität Freiburg wurde er 1889 am Anatomischen Institut Prosektor bei Robert Wiedersheim. Im selben Jahr erhielt er an der Freiburger Universität die Lehrbefugnis für Anatomie und Entwicklungsbiologie. 1892 wurde er außerordentlicher Professor in Freiburg und 1914 ordentlicher Professor an der Universität Straßburg. 1918 verließ er Straßburg und wurde 1919 Professor für Zoologie an der Universität Königsberg. 1920 wurde er an die Berliner Universität als Nachfolger von Oscar Hertwig auf den Lehrstuhl für Zoologie berufen, wo er bis zu seinem Tod tätig war.
Da um 1900 der Wissensstand zur ontogenetischen Entwicklungslehre lückenhaft war, widmete sich Keibel in seiner wissenschaftlichen Arbeit speziell der beschreibenden und vergleichenden Entwicklungsgeschichte der Wirbeltiere, wobei er die Gültigkeit der biogenetischen Grundregel von Ernst Haeckel kritisch hinterfragte. Um das Verständnis der vergleichenden Untersuchungen zur Ontogenese und Embryologie zu fördern, gab er zwischen 1897 und 1925 14 Bände der Normentafeln zur Entwicklungsgeschichte der Wirbeltiere heraus.
Keibels Forschungen wurden national und international stark beachtet und anerkannt. 1923 wurde er zum ordentlichen Mitglied der Preußischen Akademie der Wissenschaften gewählt. 1926 wurde er Mitglied der Leopoldina. Er war Ehrendoktor der Harvard University, der University of St Andrews sowie der University of Birmingham.